# Der Bulle und das Landei – Von Mäusen, Miezen und Moneten
Von Mäusen, Miezen und Moneten ist ein deutscher Kriminalfilm von Vivian Naefe aus dem Jahr 2014. Es ist der vierte Filmbeitrag der ARD-Kriminalfilmreihe Der Bulle und das Landei. Die Erstausstrahlung erfolgte am 3. April 2014 als Donnerstags-Krimi zur Hauptsendezeit auf Das Erste.

## Handlung
Kriminalhauptkommissar Robert Killmer und seine Kollegin Kati Biever bekommen es mit einem Überfall auf einer Landstraße bei Monreal auf einen Geldtransporter zu tun. Die beiden maskierten Täter, gekleidet in Polizeiuniformen, können eine Beute von 600.000 Euro ausmachen. Schnell geraten Killmer und Biever selbst ins Visier der Ermittlungen, da bei der Tat ein Monrealer Streifenwagen verwendet wurde, zu dem nur die beiden Kommissare einen Schlüssel besitzen. Ebenso können bei Killmer im Hausmüll die Tätermasken sichergestellt werden. Fortan übernimmt LKA-Beamtin Melanie Marschall die Ermittlungen, die Killmer und Biever festnehmen lässt und sie bis zur Klärung des Sachverhalts vom Dienst suspendieren. Ihr Kollege Ralfwird von der LKA-Beamtin hingegen rekrutiert, um seine Vorgesetzten heimlich zu überwachen und weitere Indizien gegen sie zu sammeln, woraufhin sich die ohnehin prekäre Situation weiter zuspitzt.

## Hintergrund
Die Dreharbeiten zu Von Mäusen, Miezen und Moneten fanden im Zeitraum vom 9. Juli 2013 bis zum 6. August 2013 in Monreal und näherer sowie weiterer Umgebung statt.

## Einschaltquoten
Bei der Erstausstrahlung von Von Mäusen, Miezen und Moneten am 3. April 2014 verfolgten in Deutschland insgesamt 4,23 Millionen Zuschauer die Filmhandlung, was einem Marktanteil von 13,5 Prozent für Das Erste entsprach. In der als Hauptzielgruppe für Fernsehwerbung deklarierten Altersgruppe von 14–49 Jahren erreichte Von Mäusen, Miezen und Moneten laut AGF Videoforschung 0,94 Zuschauer und holte damit einen Marktanteil von 8,1 Prozent in dieser Altersgruppe.

## Verweise
- Der Bulle und das Landei: Von Mäusen, Miezen und Moneten (Folge 4) in der ARD-Mediathek. Vieo (90 Min.), abrufbar bis 26. Februar 2026
- Der Bulle und das Landei – Von Mäusen, Miezen und Moneten bei IMDb
- Der Bulle und das Landei – Von Mäusen, Miezen und Moneten  bei crew united